# تیانجین تدا
تیانجین تدا (انگلیسی: Tianjin TEDA) شرکت خوشه‌ای چینی است، که در سال ۱۹۹۲ تأسیس شد.